# Echinopsis Eyriesa
Echinopsis Eyriesa, przegorzaniec Eyriesa (Echinopsis oxygona) – gatunek rośliny z rodziny kaktusowatych. Pochodzi z Ameryki Południowej, gdzie występuje na suchych obszarach Argentyny, Brazylii, Urugwaju. Roślina uprawiana jest jako doniczkowa.

## Morfologia
PokrójBylina dorastająca do 30–50 cm wysokości. Posiada kuliste pędy głęboko żebrowane, od których wychodzą dość licznie, łatwo odchodzące pędy boczne.
KwiatyDuże, lejkowatego kształtu, do 10 cm średnicy wyrastają ponad roślinę w kolorach białym lub różowym. Okwiat biały, wielodziałkowy. Zapachem przypominają jaśmin.
OwoceJagody.